# Trbovlje

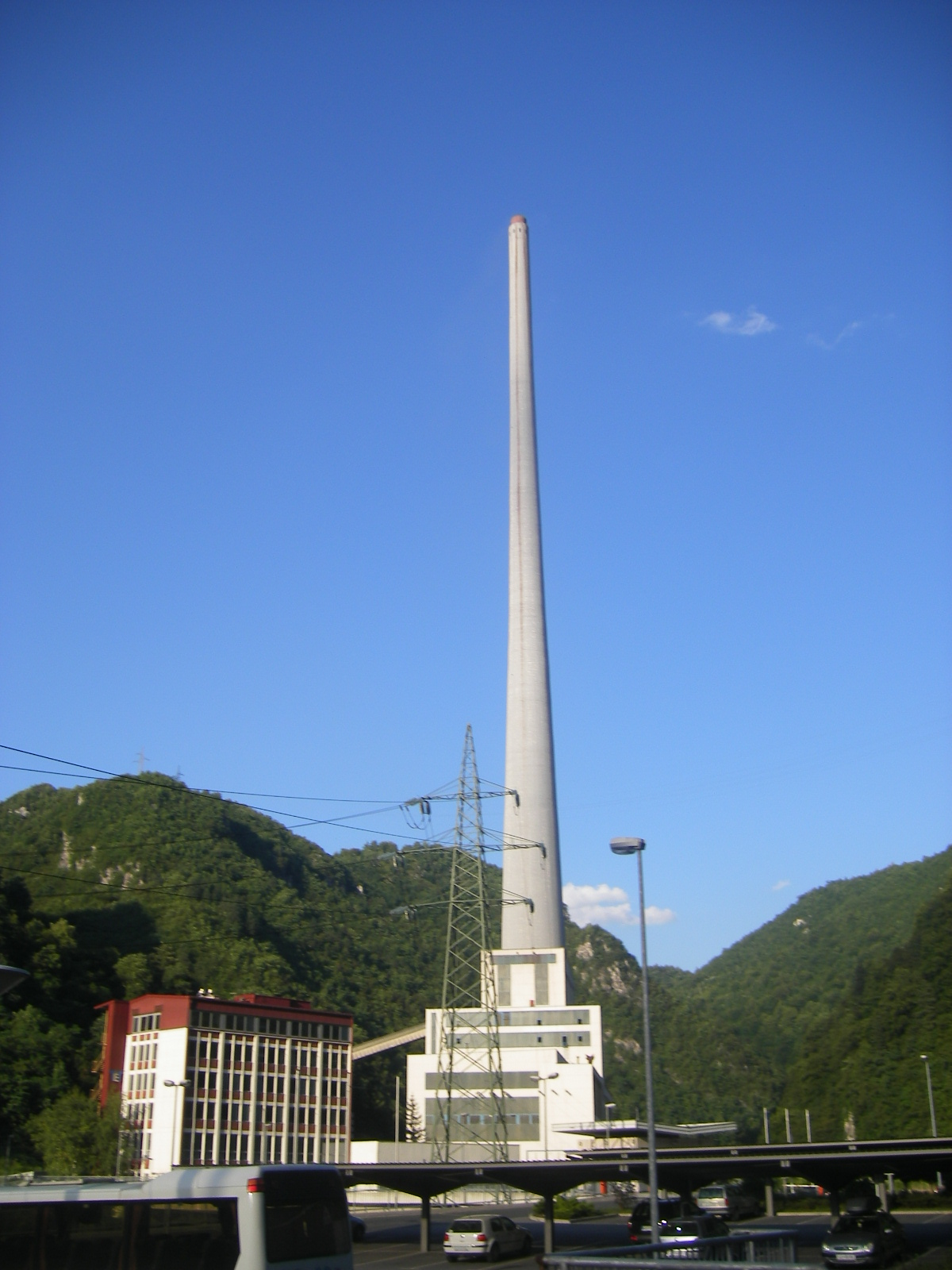

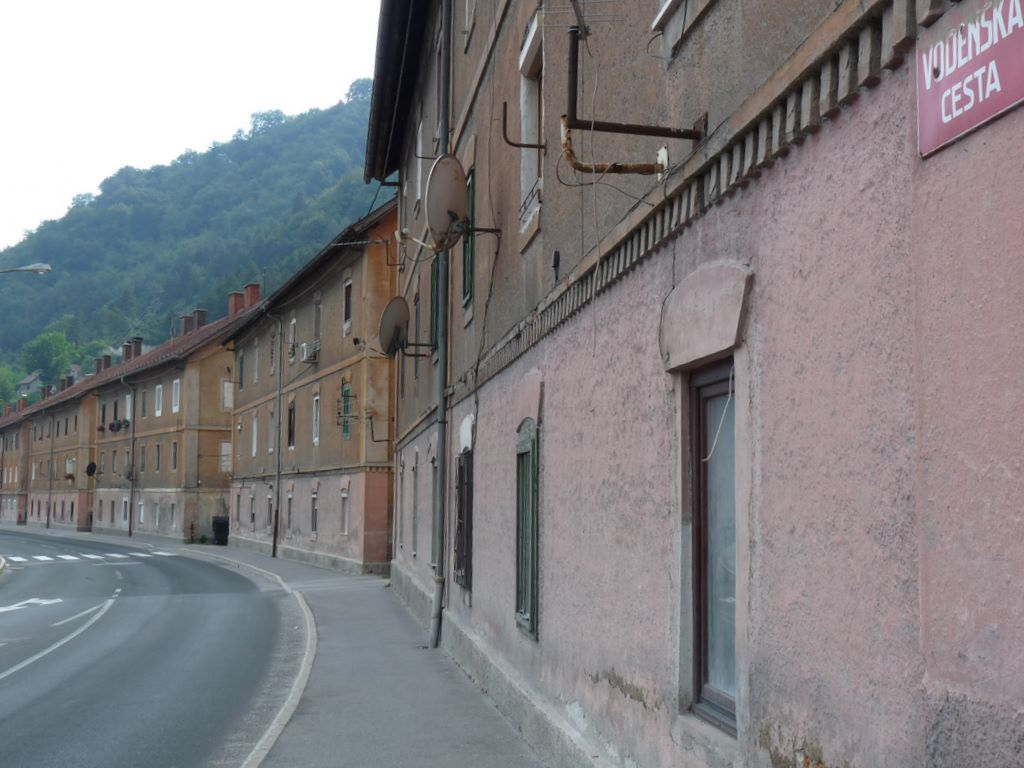

Trbovlje este un oraș din comuna Trbovlje, Slovenia.